# 乐昌东站
乐昌东站为京广高速铁路的一个车站，2015年12月30日开工，2017年5月1日投入使用。

## 历史
2012年8月，有媒体称，乐昌东站将于当年年底前开工，2年后建成并投入使用。乐昌市政府为此已与武广客运专线有限责任公司签约建设。站房总投资达1亿元人民币，面积4000平方米，站台雨棚覆盖面积7740平方米。武广铁路客运专线乐昌东站项目工程，是一项关系到乐昌经济发展、便民利民、造福子孙后代的民心工程。市委、市政府对这项工作高度重视，新任乐昌市委书记一到任，立即会同市政府主要领导和相关部门负责人，亲自到武汉进行协调，乐昌东站项目筹建工作取得突破性进展。由于乐昌东站是在运行中的既有线上施工建设，安全要求极高，相关的施工报批手续较多，因此前期筹建费时较长。目前，中国铁路总公司已批复项目可行性研究报告。乐昌市铁路建设投资有限公司根据中国铁路总公司的批复要求，按有关规定报送项目实施方案审批。有关部门已同意开展施工前的股道围蔽，预计施工单位在国庆长假后进场。政府及相关职能将积极抓紧协调有关部门，使乐昌东站建设能尽快进入站房施工阶段、早日恢复客运功能。但乐昌东站工程直至2015年12月30日才宣告开工。2017年4月，乐昌东站通过静态验收，同年5月1日投入使用。